# 日本法制史
日本法制史（にほんほうせいし）とは、過去の史料等をとおして日本の過去の法制度や法現象等を研究する学問（法制史）のことをいう。
本来、研究対象となる時期の限定はないが、帝国時代（1868年から1945年）にヨーロッパの法制度を大幅に導入した結果、プレ帝国時代の制度との断絶が生じたこともあり、プレ帝国時代を中心に扱うことが多い。徳川時代（1603年から1868年）の法制度については「日本近世法制史」、帝国時代の法制度については「日本近代法制史」、国民主権時代（1946年から現在）の法制度については「日本現代法制史」として扱うこともある。
プレ帝国時代には有職故実の一環として律令の研究は行われていたが、日本法制史を一つの分野として最初に体系的に研究した学者は、東京帝国大学の宮崎道三郎であり、ヨーロッパにおける法制史の研究方法を導入したことにより、日本法制史の礎を築いたとされている。もっとも、同人の主な研究対象は平安時代までであり、徳川時代までの全般的な研究を体系的にまとめた人物は、その弟子である中田薫であり、国民主権時代では石井良助により学界がリードされる。
日本史の研究では、一般的に政権所在地による時代区分が多々見られるが、日本法制史の場合は、政権の性格や基本となる法の性格により時代を区分することが多い。
ここでは、日本の法制史を古代法、中世法、近世法に分けて説明する。古代法とは主に、古代日本において、体系的な法典としての律令法典が編纂され施行された法をいう。

## 古代法

### 固有法と継受法
日本では 7世紀末から 8世紀初めにかけて中国の隋・唐の律令を模範とする体系的な法典としての律令法典が編纂され施行された。この律令法の施行期を中国律令法を継受して成った法の施行時期という意味で〈継受法の時代〉それ以前は〈固有法の時代〉という。古代日本における法の発達はこのように律令法を境として便宜的に2期に大別することができる。
ただし、地理的に中国大陸に接する日本は、古代においても人間の移住をともなう文化の流入を間断なく受け入れていた。そうした歴史的条件のもとでは、固有法の中にもその起源を中国とするものがあったのではないかとされている。
以上の通り、上記の二区分は外国の法を体系的に継受した律令法をもって継受法とし便宜的にそれ以前の時代と区別したものであるにすぎない。

### 法・慣習の成立（固有法の時代）
古代のみならず前近代社会においては一般に法と慣習は一体となっており両者は未分化の状態であったといわれる。
古代日本においても例外ではないが古く魏志倭人伝は 3世紀の邪馬台国の状況について、
「盗窃せず諍訟少なし。其の法を犯すや軽き者はその妻子を没し重き者は其の門戸及び宗族を滅す。尊卑各々差序有り相臣服するに足る。」
と述べこのときすでに刑法および身分制に相当する法または慣習の存したことを伝えている。こうした法や慣習の生成する基盤に2種がある。
1. 内部的基盤 - 人の集住により形成され、地域の共同団体または共同組織の内部に生成した秩序
2. 外部的基盤 - 政治的社会の発達にともない、上位政治的権力がもつ共同団体相互間に発生する紛争の調停機能

今日の学界の共通的理解では日本の古典にみられる刑罰の多くは (1) を基盤とする内部的刑罰に属し(2) を基盤とする外部的刑罰は日本古代においては未成熟であったと考えられている。次の例は(2)が(1)を基盤として生まれたことを示す。
1. 内部的基盤の例：高天原の秩序を乱したスサノオ が八十万神の合議により千座置戸（ちくらおきど）を科せられたうえで神逐（かんやらい）すなわち追放刑に処せられた。これは(1)の内部的なものを基盤として生まれたことを示す。つまり共同体秩序の侵害者に対し、内部的刑罰としての財産没収刑と追放刑（平和喪失）の神話的表現であったとみられる。
2. 外部的基盤の例：天津罪の中に農業慣行違反として次のものがある。

- 畔放（あはなち）・溝埋（みぞうめ）・誇放（ひはなち）などの農業用水施設の破壊。
- 頻蒔（しきまき）（他人が播種した水田に重ねて種をまき自分の耕作地であると主張する行為）、串刺（くしざし）（収穫期に他人の耕作した田にクシを刺し自分の耕作地であると主張する行為） 。

このように、共同体秩序が犯された場合に大祓（おおはらえ）が行われる。大祓は本来、共同体成員全員が参加しなければならなかったと推定される。このことは大祓などの慣行が 1.を基盤として生まれたものであることを示している。
日本古代で、2.の外部的なものを基盤とする法・慣習は、上位の政治権力による1.の内部的を基盤とする法・慣習に規制されながら、またその法・慣習を取り込みながら政治的かつ専制的な法として発達したのであった。この点を石母田正はつぎのように図式化している。
石母田はまず 2.を基盤として発達した法または慣習を族長法としてとらえる。この族長法の特徴は 1.を基盤とする法または慣習を自己の法にとりこみつつこれを族長権力の維持のために活用した点にある。
たとえば上述の各地域の共同体が独自に行っていた大祓は族長によって〈国之大祓〉とされ族長が挙行するものとなる。またたとえば内部に発生した犯罪に対し共同体が有した検断権、裁判権などは族長の手中に集中され盟神探湯（くかたち）などの神判や拷問をともなう裁判が族長によって行われる。

### 族長法から国造法へ
こうした族長法の展開に並行して5世紀ないし6世紀ころより畿内およびその周辺の諸豪族の政治的結合体であるヤマト王権の権力が族長の上位の政治権力として拡大する。石母田はこのヤマト朝廷権力のもとで発達した法を王法と称しているがこの王法もまた族長法をとりこみつつ自己の法を発達させたのであった。
大祓についていえば王法の発達により大祓は大王が挙行する全国的大祓に転じてしまう。また族長の王権に対する反逆すなわち〈謀反（むへん） 〉にはその者を処刑しその者の支配領域を没収するという過酷な刑を採用して王権の強化とその専制化がはかられる。さらに氏姓制、部民制、国造制等のさまざまな政治制度が創設されて支配秩序が強化される。
この間族長の一部は王権により国造として編成される。国造の有した法は族長が王権により国造に任命されたことによって保障された領域支配を基礎としまた王権によって制約されるものとなった。この点において国造が有した法は昔日の族長法とは異なっていた。石母田はこの段階での法を国造法と称している。聖徳太子が制定した十七条憲法は上記のような王法の一つの到達点を示すものである。この憲法はヤマト朝廷を構成する諸豪族および服属した国造等のみでなく国造治下の百姓、公民をも人格的臣従関係に基づいて王権のもとに編成しようとした組織規範であった。

### 律令法の導入（継受法の時代）
7世紀末から8世紀初めにかけて律令法が導入される。律令法導入の契機そのものは7世紀におけるヤマト朝廷内部での権力闘争による動揺と朝鮮三国および唐をめぐる動乱から生じた国際的危機の二つの危機の克服にあった。
また、律令法導入は結果的に従来の 1.、2.の二つを基盤とする法・慣習の流れを止揚し、新しい法的世界を形成した。律令法は天皇を頂点としそのもとに諸豪族を官僚として編成し、また人民を一元的に統治するため、国家の基本法として制定された制定法であったからである。建前として律令法以外の法は存在しなくなった。

### 律令法典
律令法典は7世紀後半、天智朝に近江令が編纂されたと伝わる。ただし、この所伝を疑問視する学説も有力である。最初の令として確実なのは、681年（天武10年）に編纂に着手し 689年（持統3年）に施行された飛鳥浄御原令がそのはじめのものとなる。しかし、同令は未熟なものであった。
体系的な律令法典は701年（大宝元年）に制定・施行された大宝律令である。その後718年（養老2年）頃大宝律令を修訂した養老律令が編纂され 757年（天平宝字元年）に施行された。大宝律令の施行は短期間だが養老律令の修訂は字句の修正などの小幅な改訂にとどまり日本の律令法は大宝律令の制定・施行をもって本格的に始まったといえる。そしてそれは時代により強弱の違いはあれ以後ながく日本の国制を規定したのであった。
律令法典そのものの編纂は養老律令で終わった。律・令の条文を修正する格および律・令の施行細則としての式は律令法の施行期間を通じて単行法令として随時発令・施行された。
これらの格・式は 9世紀から 10世紀初めにかけて三代格式（弘仁格式、貞観格式、延喜格式）としてまとめられたが。それらは、時代を追いしだいに社会の現実に適応する日本的性格が強くなる。また律令法そのものも法の適用および法解釈において現実に適合的に運用されるようになっていった。明法博士ら大学寮で法律学である明法道を教授していた教官の役割も、大学寮自体の衰微もあって次第に天皇や太政官の諮問を受けて律令格式の解釈である明法勘文の作成を行うことが主となっていく。
そうしたなかから平安時代中期以降、公家社会の法としてのいわゆる公家法が生まれてくる。そしてこの公家法を母体として荘園領主の領主法である本所法や在地領主・武士の法である武家法が誕生し、やがて中世法の世界に移行するのである。

## 中世法
中世は慣習法が優位の時代で、本所法・武家法・公家法の三体系から成立する。
平安時代後期には古代からの律令制が解体し各地で荘園が成立し、荘園の領家・領主を公法上の権力主体とする本所法が成立する。本所法には家司や寺院が掌握していた裁判権に由来する家務法、荘園のもつ不入権に由来する荘園法があり、特に多大な荘園を集積した寺院のもつ家務法（寺家の法）が発達した。
一方、平安中期以来、各地で武士階級が成立し、武家の主従関係を根幹とする封建道徳、武家の道理が慣習法となり、武家法が成立する。武士はその経済的基盤を荘園においたため、武家法は本所法・荘園法に起源をもつものが多く、武家政権と朝廷との関わりから公家法の影響も受けた。
慣習法である武家法は武家政権である鎌倉幕府の成立に伴い一部が成文化され、主として式目・式条と称される成文法が将軍御教書の形で発布された。『吾妻鏡』に拠れば、貞永元年（1232年）8月10日には執権・北条泰時が中心となって御成敗式目が制定された。これに続き、裁判の判例など慣習をまとめた追加法が成立する。
これらの法律は、後の法律にも大きく影響を及ぼし、建武式目や戦国大名の分国法（戦国法）、徳川幕府の武家諸法度、現代の法律にまで影響を及ぼしたとされる。
本所法・武家法・公家法は鎌倉時代にはそれぞれの法体系が並立していたが、公家法は南北朝時代に建武政権の成立で一時興隆するがやがて衰え、室町時代には武家法が優位の時代となった。
戦国時代には数郡から数カ国の支配領域を持つ戦国大名が出現し、戦国大名の中には、在地法で対処できなくなった問題解決のため戦国法（分国法）を制定する大名もいた。戦国法の制定をもって、戦国大名の支配領域を主権的な「国家」と評価する地域国家論もある。

## 近世法
徳川幕府が天下を平定した後も、一般的にはその法制は慣習法主体とされている。確かに律令のような大規模な法典が制定されなかったのは事実である。だが、それは「古法」・「先例」・「祖法」と称される幕府や諸藩においてその創成期に法慣習あるいは成文法として確立したものに対してであり、それが十分でない分野においては大半の場合には成文法が制定されて、徳川時代以前に存在した慣習法は打破されていった。幕府においては、徳川吉宗の時代にこれまでの制定法や慣習法を集めて公事方御定書が編纂されている。ただし、こうした法令に関する知識は幕府内部の秘密とされ、公事方御定書は町奉行など限られた役人しか見ることが許されず、武家故実書の刊行においても幕府法令に触れたことを理由として処分を受けた例がある（『青標紙』）。
だが、その一方で武家社会の根源である武力と儒教を重んじる徳川幕府や諸藩にとっては「法の支配」という観念は希薄であり、また幕府の法令は全国的に適用されたとはいえ、各藩には独自に法令制定権（自分仕置権）があり、幕府の法に根本的に反しない限りは独自の法（藩法）を定める事が出来た（特に外様大名の大藩にその傾向が強かった）。また、幕府もその勢力基盤を維持するための法令以外のものはあくまでも天領や旗本領を対象として法令を適用する事の方が多かった。
また、儒教の祖先崇拝（父祖への「孝」）やと始祖（藩祖）英雄視論による「古法（祖法）墨守」が法の原則（主君から見れば「父祖への孝行」、家臣の立場から見れば「主君への忠義」）であると考えられ、その改廃は直ちにお家騒動（保守派vs改革派）や百姓一揆（新法への不安や負担増によるもの）を招来する事が多かった（特に貝原益軒に至っては「新法たつれば必ず其家亡ぶ」と断言している）。
こうした近世期の法観念を表す法諺に「非理法権天」がある。